# Зеленодольский завод имени А. М. Горького
АО «Зеленодольский завод имени А. М. Горького» («Красный металлист») — российское судостроительное предприятие в городе Зеленодольск. Основано в 1895 году как «Паратские судоремонтные мастерские». Расположен на реке Волге, что позволяет производить поставку кораблей и судов в любые регионы бассейнов Чёрного, Каспийского, Балтийского, Белого морей по внутренним водным путям.
Из-за вторжения России на Украину, завод находится под международными санкциями Евросоюза, Великобритании и ряда других стран, ранее санкции в отношении завода введены США

## История
В 1895 году по решению Министерства путей сообщения Казанского Округа основаны Паратские судоремонтные мастерские. Главная цель их создания — ремонт технического флота: землечерпательных, землесосных снарядов и вспомогательных судов. Для строительства был выбран Паратский затон, расположенный в 40 км от города Казани, при пересечении реки Волга с Московско-Казанской железной дорогой, на земле, арендованной у крестьян села Кабачищи.
В 1917 году Паратские судоремонтные мастерские были национализированы новой властью.
В 1918 году после эвакуации в Паратск (ныне Зеленодольск) части Балтийского и Ижорского заводов судоремонтные мастерские преобразуются в Волжский автономный судостроительный и механический завод Морского Комиссариата.
В 1922 году завод получает название Красный металлист. В этот период, кроме судоремонта, он производит сельскохозяйственную технику: веялки, молотилки, мельничные постава, плуги, чугунное литьё.
После реконструкции 1925—1930 годов в строй были введены стапельная площадка, плаз, компрессорная станция, судокорпусный, судокотельный, механический, деревообделочный и кузнечный цеха что позволило перейти к выполнению обширной программы по судостроению.
В 1932 году постановлением ЦИК ТАССР заводу присвоено имя А. М. Горького в честь 40-летия литературной и общественной деятельности писателя.
В списке судостроительных заводов часто упоминается как Судостроительный завод № 340 (ССЗ № 340).
В 2003 году акционировано.
21 мая 2013 года по инициативе Зеленодольского завода имени Горького в Казанском национальном исследовательском техническом университете имени А. Н. Туполева открыт Центр кораблестроения.

## Деятельность
Основной профиль предприятия — постройка кораблей и судов различного назначения, их поставка на внутренний рынок и на экспорт.

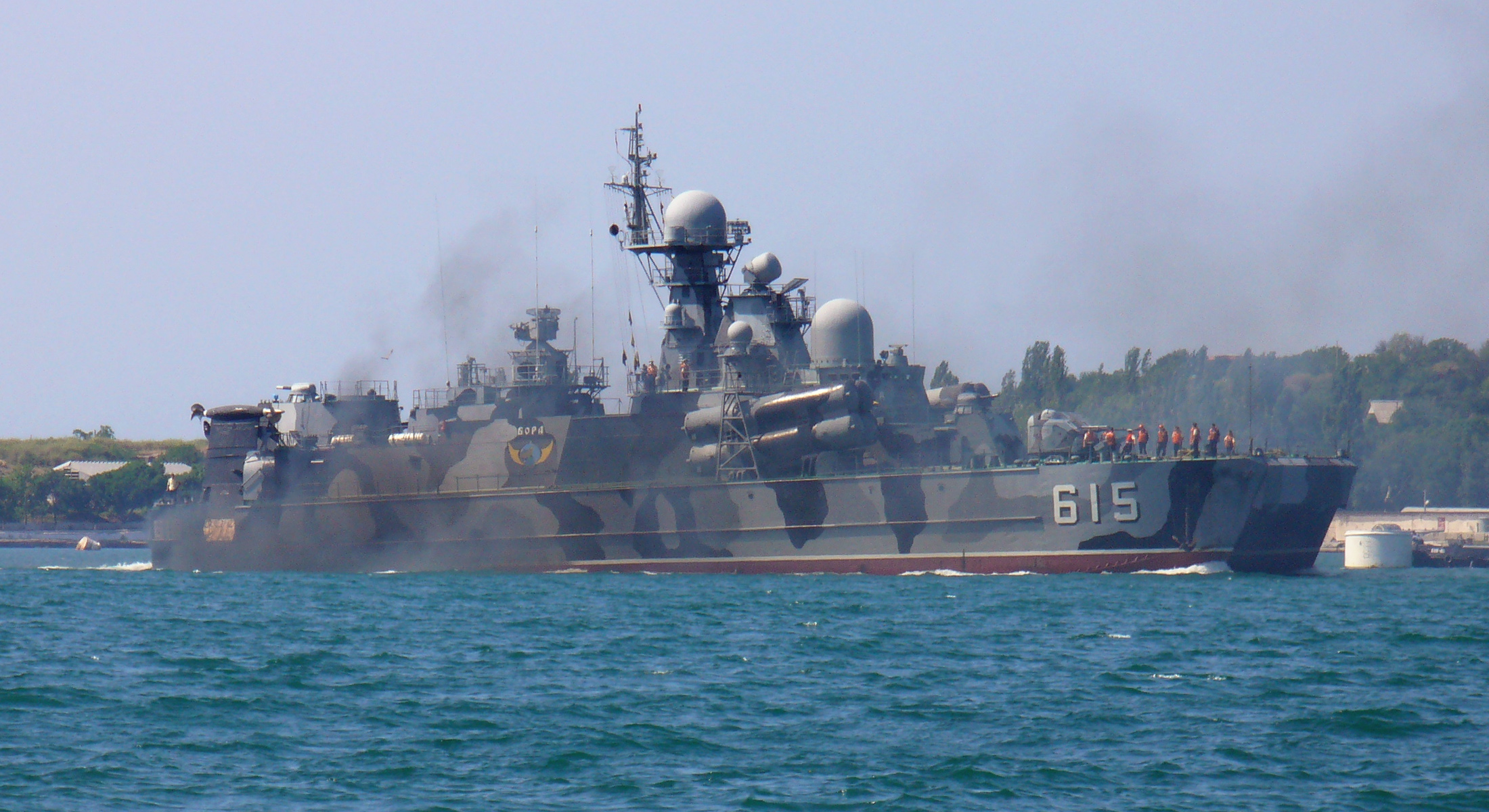
Ракетный корабль на воздушной подушке «Бора»
(Малые ракетные корабли проекта 1239)

За годы своей истории заводом построено свыше 1500 морских и речных кораблей и судов, в том числе около 600 военных. Среди них:
- корабли и суда специального назначения;
- военные корабли в том числе:
  - малые противолодочные корабли проектов 122б, 201, 201М, 204, 11451
  - противодиверсионный катер проекта 21980
  - малый ракетный корабль проекта 21631
  - малый ракетный корабль проекта 22800
  - ракетные корабли на воздушной подушке «Бора» и «Самум» проекта 1239
  - флагман Каспийской флотилии РК «Татарстан» проекта 11661
  - патрульный корабль проекта 22160
  - пограничный сторожевой корабль ледового класса проекта 22100 «Океан»
  - корабли связи и вспомогательного флота типа «Звук»,
  - десантные штурмовые катера на воздушной подушке «Скат»,
  - плавсредства для танков,
  - серия противолодочных кораблей «Альбатрос», а также
  - сторожевые корабли для ВМС Германии, Кубы, Югославии, Алжира, Ливии.

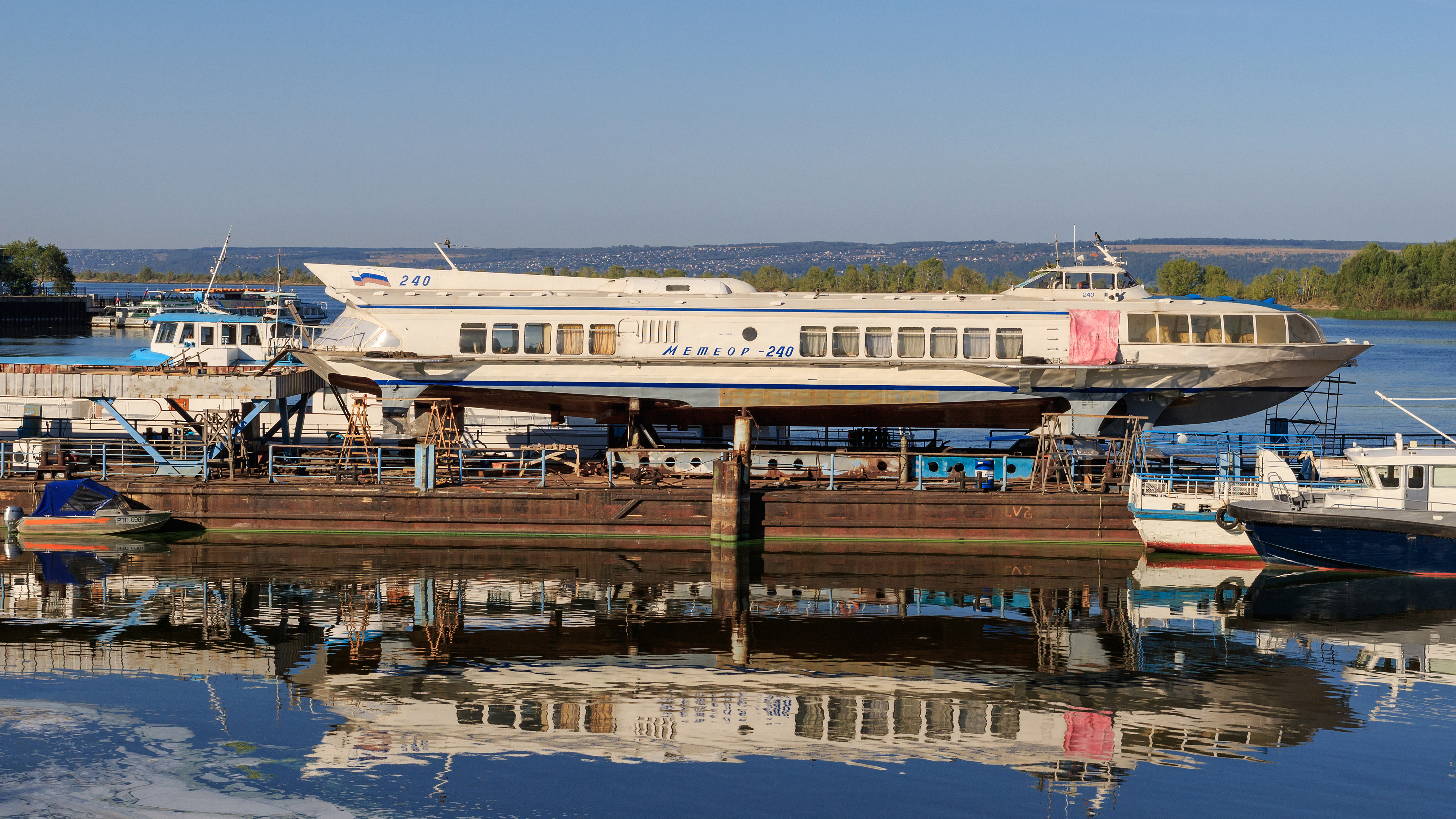
теплоход Метеор

- суда грузовые морские, речные, река-море, озёрные, другие стальные;
  - грузовые теплоходы «Колхозница»,
  - буксиры — толкачи,
  - рыбодобывающие суда проекта 1375, проекта 1361
  - океанские транспортные рефрижераторы проекта 1351 — 4.
- суда пассажирские быстроходные.
  - Скоростной теплоход на подводных крыльях «Метеор» (с 1961 года; более 300 единиц), которые эксплуатируются на реках России и за рубежом: в СНГ, Польше, Болгарии, Чехии, Венгрии, Югославии, Китае.
  - скоростной теплоход проекта А45-1, глиссирующего типа с водометным движителем, водоизмещением около 68 т, перевозящим 140 пассажиров с багажом со скоростью более 70 км/ч на расстояние до 600 км (первое судно проекта «Лена», для ОАО «Ленское объединённое речное пароходство»). Разрабатывается морской вариант проекта — А45М[8]. Всего с 2006 по 2009 год было построено 5 судов.
  - развитие проекта А45-1 — проект А-145, обладающий большей пассажировместимостью. С 2011 до 2016 год построено 3 судна.

## Санкции
15 марта 2019 года, в связи с захватом украинских кораблей российскими пограничниками, «аннексией Крыма и проведением незаконных выборов на востоке Украины», завод был включён в санкционный список США.
15 марта 2022 года, на фоне вторжения России на Украину, завод был включён в санкционные списки стран Евросоюза и Великобритании так как "построил сторожевой корабль Черноморского флота «Василий Быков», принимавший участие в незаконном вторжении России в Украину в 2022 году. 24 февраля 2022 года «Василий Быков» атаковал украинских военных, оборонявших остров Змеиный. Таким образом, Зеленодольский завод несёт ответственность за материальную или финансовую поддержку действий, которые подрывают или угрожают территориальной целостности, суверенитету и независимости Украины.
3 мая 2022 года завод попал под санкции Новой Зеландии как «вовлеченный в подрыв суверенитета и территориальной целостности Украины».
6 мая 2022 года завод попал под санкции Канады «за роль в содействии или поддержке неспровоцированного и неоправданного вторжения президента Путина в Украину»
25 февраля 2023 года Евросоюз ввёл санкции в отношении Зеленодольского проектно-конструкторского бюро так как военные корабли, спроектированные бюро «участвовали в бомбардировочных ударах по Украине во время российской агрессии против Украины».
Также, по аналогичным основаниям, «Зеленодольский завод имени А. М. Горького» находится под санкциями Швейцарии, Украины и Японии.